# Zoo d'Abruzzo
Lo Zoo d'Abruzzo (Safari Park d'Abruzzo fino al 2011) è un giardino zoologico italiano situato a Rocca San Giovanni, in provincia di Chieti, in Abruzzo.
Inaugurato nel 2007, costituisce l'unico zoo presente nel territorio abruzzese, data la definitiva chiusura del preesistente Bioparco faunistico d'Abruzzo di Castel di Sangro nel 2017.

## Storia

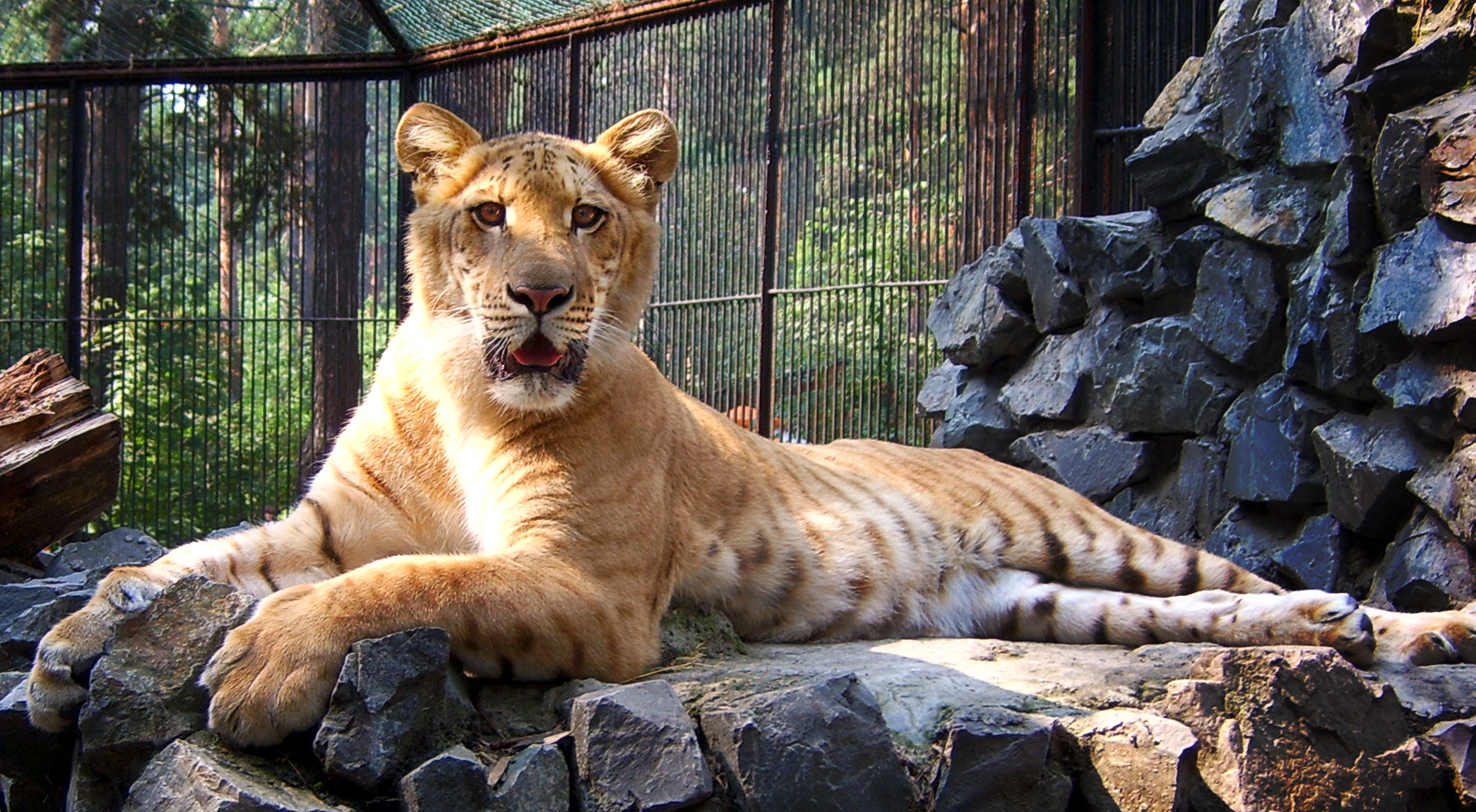
Il leontigre, animale ibrido ospitato nello zoo

La storia dello Zoo d'Abruzzo ha inizio nel 2007, quando a Rocca San Giovanni, nella zona dove sorgerà il giardino zoologico, si stabilisce temporaneamente un nucleo faunistico costituito da alcuni animali di un circo a conduzione familiare. La struttura, che prese la denominazione di Safari Park d'Abruzzo, nel 2011 entrò in nuova gestione, assumendo il nome in uso di Zoo d'Abruzzo. Nel 2014 venne effettuato un ampliamento dello zoo e un ricollocamento delle specie secondo la loro distribuzione geografica in natura e l'anno dopo ancora furono costruite la voliera dei gufi reali e l'isola dei lemuri catta. Nel 2017, con la definitiva chiusura del preesistente Bioparco faunistico d'Abruzzo di Castel di Sangro, rimase l'unico zoo presente nel territorio regionale. Nello stesso anno, però, venne realizzata una voliera per iguane ed uccelli sudamericani quali l'alzavola brasiliana, il cavaliere messicano e la dendrocigna fulva. L'anno seguente fu creata anche un'area aperta con ricovero invernale per gli alligatori del Mississippi e le tartarughe americane. Nel 2021 il parco ottenne dal Ministero dell'ambiente, dal Ministero della salute e dal Ministero delle politiche agricole la licenza di giardino zoologico, richiesta già dal 2013, e venne ampliato di ulteriori 2,5 ha per la messa a punto di una fattoria e di una gabbia per i macachi del Giappone e i pavoni. Durante un periodo di questo arco temporale, nello zoo furono ospitati – tra gli altri – due esemplari di leontigre, un raro animale ibrido frutto dell'incrocio tra un leone maschio e una tigre femmina. Sono in fase di progettazione e realizzazione una voliera per i pappagalli cenerini, un'area per gli animali asiatici, l'ampliamento della gabbia dei leoni e il ricollocamento delle specie australiane.

## Descrizione

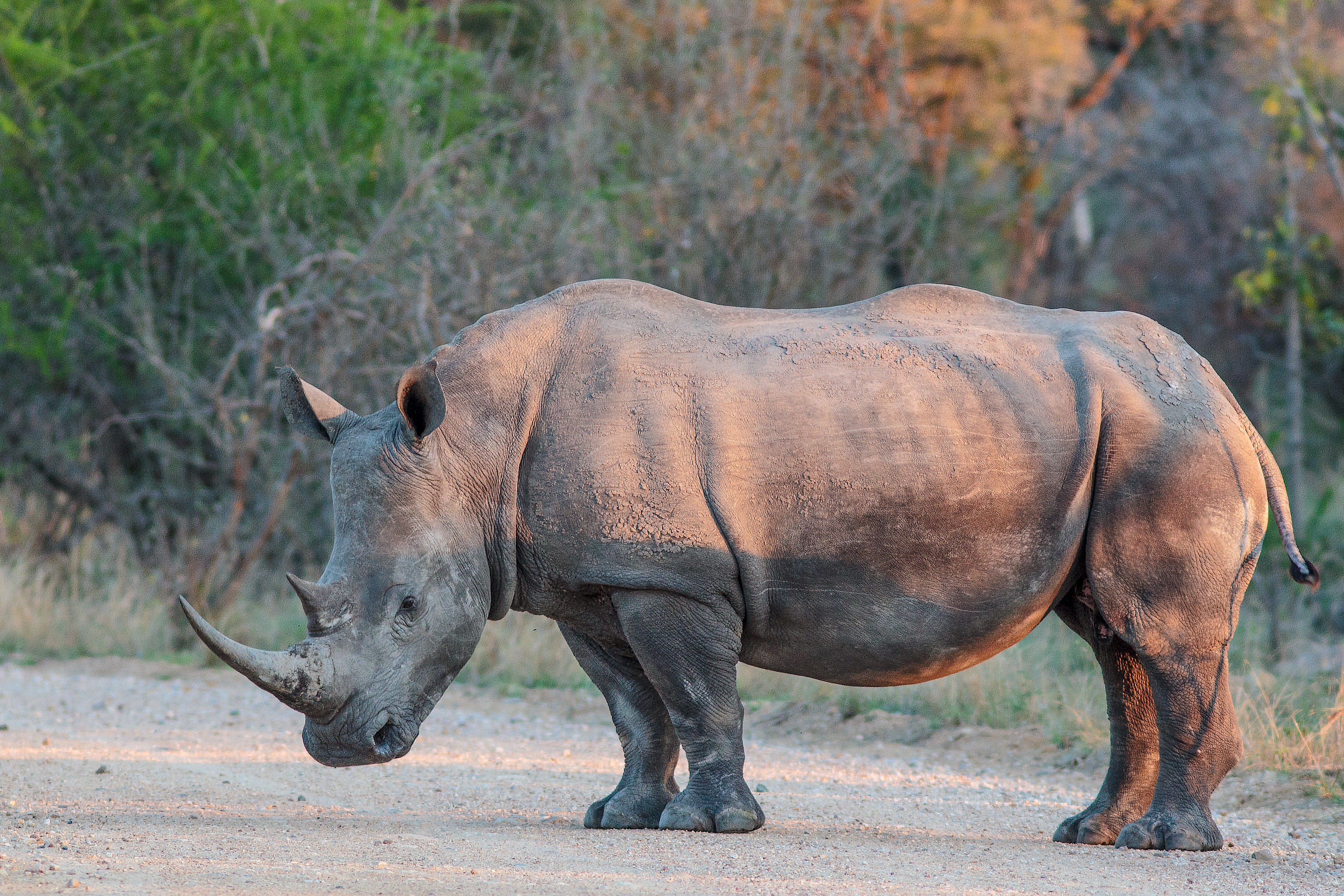
Il rinoceronte bianco, specie animale presente nello zoo

Distribuito in un territorio di 6,5 ha, lo zoo si compone di due aree accessibili tramite un sottoponte di collegamento, che comprendono, oltre alla parte faunistica, anche alcune strutture didattiche e un galoppatoio. Secondo le stime del 2019, in tale anno ha ospitato circa 143 animali appartenenti a 53 specie differenti, numeri superati negli anni successivi, dati gli oltre 200 esemplari presenti.
Nella prima area, accessibile dall'ingresso, sono comprese le seguenti principali recinzioni:
- Exhibit degli alligatori: inaugurato nel 2018, consiste in un'area aperta con ricovero invernale, nella cui piscina nuotano gli alligatori del Mississippi e le tartarughe americane[10];
- Habitat Amazzonia: voliera, installata nel 2017, con piante esotiche e stagno che riproduce l'ambiente dell'Amazzonia e nella quale si trovano le iguane ed uccelli sudamericani quali l'alzavola brasiliana, il cavaliere messicano e la dendrocigna fulva[10];
- Isola dei lemuri: realizzata nel 2015 e posta in posizione pressoché centrale nell'area, si tratta di un isolotto circondato da acqua che simboleggia il Madagascar e nel quale trova spazio una costruzione a forma di nave con liane e giochi in legno per i lemuri catta; intorno nuotano oche cignoidi e pesci[10];
- Savana africana: recinzione più grande dell'area, contiene esemplari propri della savana, quali l'antilope alcina, l'elefante africano, la giraffa camelopardo, il rinoceronte bianco, lo struzzo e la zebra, ma anche specie di altri continenti, come il bue dei Watussi e l'elefante asiatico[10].

Nella seconda area si trovano le seguenti principali recinzioni:
- Area felini: in essa vi sono, in gabbie separate e con idonea vegetazione, grandi felini come il leone e il leopardo dello Sri Lanka[10];
- Fattoria: realizzata nel 2021, contiene esemplari di asino, capra girgentana, capra nana nigeriana, gallina di Sumatra, lama, pecora e pecora del Camerun[10];
- Gabbia dei macachi e dei pavoni: struttura del 2021 che contiene, appunto, i macachi del Giappone e i pavoni[10];
- Pianura australiana: al suo interno scorrazzano animali rappresentativi dell'Australia, come il canguro rosso, l'emù, il nandù e il wallaby dal collo rosso; vi è anche una gabbia per il kookaburra[10];
- Rettilario: piccolo fabbricato chiuso a condizioni ambientali controllate, contiene in delle vasche rettili quali il boa constrictor, il pitone moluro, il pitone reale e il serpente del grano, oltre a un esemplare di petauro dello zucchero nella propria gabbia[10];
- Rifugio testuggini europee: recinzione dove trovano protezione la testuggine africana, la testuggine di Hermann, la testuggine greca e la testuggine marginata[10];
- Voliera dei gufi: installata nel 2015, racchiude alberi e casette in legno per i gufi reali[10].

## Specie animali presenti

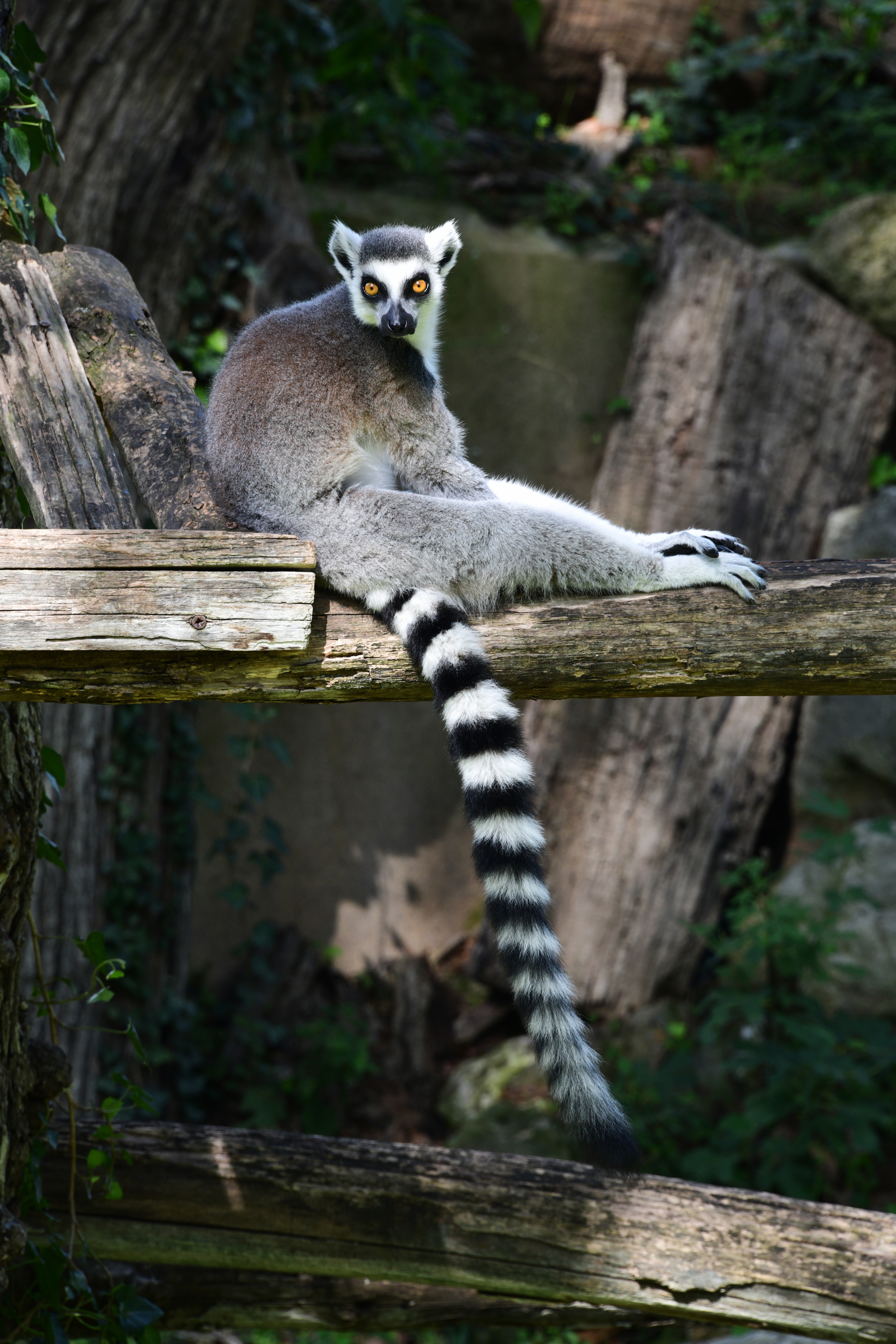
Il lemure catta, specie animale presente nello zoo

Nello zoo sono presenti le seguenti specie animali selvatiche e domestiche:
Mammiferi
- Antilope alcina
- Asino
- Bue dei Watussi
- Cammello
- Canguro rosso
- Capra girgentana
- Capra nana nigeriana
- Cavallo andaluso
- Cavallo frisone
- Coniglio nano
- Daino
- Elefante africano
- Elefante asiatico
- Giraffa camelopardo
- Istrice
- Lama
- Lemure catta
- Leone
- Leopardo dello Sri Lanka
- Lepre della Patagonia
- Lichi del Nilo
- Lontra orientale
- Macaco del Giappone
- Pecora
- Pecora del Camerun
- Petauro dello zucchero
- Pony
- Porcellino d'India
- Rinoceronte bianco
- Suricato
- Wallaby dal collo rosso
- Zebra

Uccelli
- Allocco della Lapponia
- Alzavola brasiliana
- Anatra
- Ara gialloblu
- Assiolo facciabianca
- Cavaliere messicano
- Dendrocigna fulva
- Emù
- Gallina di Sumatra
- Gufo reale
- Kookaburra
- Nandù
- Oca cignoide
- Pappagallo cenerino
- Pavone
- Struzzo

Rettili
- Alligatore del Mississippi
- Boa constrictor
- Iguana
- Lumaca gigante africana
- Pitone moluro
- Pitone reale
- Serpente del grano
- Tartaruga americana
- Testuggine africana
- Testuggine di Hermann
- Testuggine greca
- Testuggine marginata